# Tommy Lucchese
 (septembre 2015).
Si vous disposez d'ouvrages ou d'articles de référence ou si vous connaissez des sites web de qualité traitant du thème abordé ici, merci de compléter l'article en donnant les références utiles à sa vérifiabilité et en les liant à la section « Notes et références ».
Gaetano Lucchese, connu comme Tommy Lucchese, dit « Tommy les Trois doigts » (« Tommy Three Fingers »), né le 1er décembre 1899 à Palerme, et mort le 13 juillet 1967 à Lido Beach (Long Island), est un mafieux italo-américain. 
Il est le chef de la famille Lucchese, une des cinq familles de New York, de 1953 à 1967. Lors de son règne, la famille Lucchese fut une des plus influentes et, à sa mort, sa famille perd son rôle prédominant.

## Biographie

### Jeunesse
Tommy Lucchese était petit et sec, mais l'idée que sa taille l'empêchait d'être une menace fut rapidement dissipée par son utilisation d'une violence impitoyable et extrême. Il est né à Palerme, en Sicile, et a immigré aux États-Unis dans la première décennie du XXe siècle. Il a perdu deux doigts de la main droite après un accident de travail en 1915, ce qui lui a valu le surnom de « Tommy Three Fingers ». Jeune, il a écopé une longue liste d'arrestations, y compris une pour homicide, mais il est parvenu à éviter l'inculpation dans tous les cas excepté une fois pour un simple vol au début des années 1920.

### Montée en puissance dans le crime organisé: 1930-1953
En 1930 éclata la guerre des Castellammarese entre deux parrains rivaux, Joe Masseria et Salvatore Maranzano. Lucchese commence la guerre en tant que bras droit de Gaetano « Tom » Reina, le chef de ce qui deviendra la famille Lucchese encore une branche de l'organisation de Masseria à ce moment-là.
Reina est tué en février 1930 par Vito Genovese, le futur chef de la famille Genovese, et est remplacé dans l'organisation de Masseria par Joe Pinzolo. Lucchese ne l'aime pas. Il le considère comme un étranger amené par Masseria. Il finit par l'assassiner (cependant d'autres ont été suspectés). Heureusement pour Lucchese, Masseria attribue le meurtre à Maranzano.
Lucky Luciano se retrouve en première position à la fin de la guerre des Castellammarese, après avoir fait tuer les deux parrains, Masseria, son propre patron, et Maranzano. Tommy Lucchese, avec Gaetano « Tommy » Gagliano, ont été convaincus par Luciano de changer de camp, sans le dire à leur employeur. Lucchese devient un tueur sous les ordres de Luciano. On lui attribue une trentaine de meurtres.
Quand la fin de la guerre est proclamée, après le meurtre de Maranzano le 10 septembre 1931, Tommy Gagliano devient le patron de l'équipe de Reina, avec Tommy Lucchese en tant que sous-chef. Gagliano a gardé la tête de l'équipe jusqu'à sa mort, de causes naturelles en 1953.
Après avoir servi loyalement de sous-chef à Gagliano pendant 22 ans, Lucchese prend enfin les commandes de l'organisation. Se concentrant sur les valeurs de la Mafia, c'est-à-dire faire de l'argent sans se faire attraper, Lucchese inclut la famille dans de nouveaux rackets, comme celui de l'industrie du vêtement à Manhattan (33 % de la production du pays), dans la viande cachère à New York et dans l'industrie du transport, prenant la commande des syndicats, des associations commerciales, stabilisant les prix après les avoir augmenté du montant de la taxe mafieuse qui lui est destinée.
Dans le contexte de la crise des années 1930, il se lance aussi dans le prêt à intérêt. Il prête à tout le monde : particuliers, commerçants, etc. Avec lui les intérêts sont très vite mirobolants. Cela lui assure une fortune démesurée, reprenant les activités de ceux qui ne peuvent pas rembourser. C'est ainsi qu'il infiltre tous les corps de métier de la ville.
Ses activités grandissent. Il doit se protéger des juges et des policiers. Pour cela, il les achète.
Après la guerre (1945) Lucchese se lance en politique : William O'Dwyer, maire de 1945 à 1950 est son homme de paille. Il va couvrir et augmenter les activités de Lucchese. À tel point que la justice va lui tomber dessus en 1950. Lucchese a le bras long : il fait intervenir le président Truman qui nomme O'Dwyer ambassadeur au Mexique, le rendant intouchable par la justice de New York. Mieux que ça : celui qui succède à O'Dwyer est un Italien comme lui, Vincent Impellitteri, maire de 1950 à 1953.
Lucchese ne se contente plus de contrôler la vie économique de New York, il se lance dans le lucratif marché des paris sportifs en truquant les plus gros combats de boxe du pays qui se déroulent alors au Madison Square Garden de New York. Ses matchs truqués les plus célèbres seront les deux premiers combats de Cassius Clay contre Sonny Liston : au premier combat Liston refuse de continuer le combat à la 7e reprise (contre toute attente), et lors de la revanche un an plus tard il ira au tapis sur un coup de poing pour le moins imaginaire.

### Le Parrain 1953-1967
Lucchese succède à Gagliano en 1953. Gagliano comme Lucchese meurt de mort naturelle, preuve de la prospérité des affaires ! Lucchese devient alors parrain. Il déménage de New-Jersey à Long-Island, dans les quartiers chics. Ses voisins voient défiler les chefs de la police, les juges, les hommes politiques…
Ils bénéficient même des conseils de Lucchese en paris sportifs : il paraît qu'il ne se trompait jamais !
Lucchese a mené une vie stable jusqu'à ce qu'il développe une tumeur mortelle au cerveau et meurt en 1967. Il s'était alors établi en Floride depuis quelques années.
Il était populaire et bien-aimé par ses hommes. Son enterrement au cimetière de Calvary à Brooklyn a réuni plus de 1 000 personnes, comprenant principalement des politiciens, des juges, des policiers, des racketteurs, des dealers de drogue, des proxénètes et des tueurs à gages. Carmine Tramunti lui succéda à la tête de la famille.
Lucchese a non seulement été un homme de main exemplaire pour la mafia, mais il rapportait tellement d'argent sans être inquiété, qu'il était aussi un des patrons de la mafia les plus respectés du pays.

## Dans la culture populaire
En 2022, Paramount+ diffuse la mini-série The Offer, qui revient sur la production du film Le Parrain (1972). Il y est incarné par Michael Rispoli.